# Khalifa International Tennis and Squash Complex
Le Khalifa International Tennis and Squash Complex est un complexe de tennis et de squash situé à Doha, au Qatar. Le centre est détenu et exploité par la Fédération de tennis du Qatar. Il accueille le tournoi de tennis de Doha de l'ATP World Tour et de du WTA Tour. Il accueillait auparavant les championnats de fin d'année du WTA Tour de 2008 à 2010. Le Qatar Classic, un tournoi de squash de haut niveau, est également organisé chaque année dans le complexe. Il a également accueilli le championnat du monde de squash à plusieurs reprises : en 2002 pour les femmes, et en 1998, 2004, 2012, 2014 et 2019/2020 pour les hommes.Il a également accueilli les compétitions de tennis et de squash lors des Jeux asiatiques de 2006, qui se sont déroulés à Doha.

## Histoire
Le tennis professionnel au Qatar a commencé par des tournois d'exhibition auxquels participaient des joueurs de renom. En raison du succès de ces rencontres, il a été décidé qu'une organisation officielle devait être créée à cet effet. Le 9 avril 1984, la Fédération de tennis du Qatar est créée. En 1987, le tennis est introduit dans les principaux clubs sportifs du Qatar. Des matchs sont organisés dans quatre grands clubs sportifs : Al Arabi, Al Saad, Al Ahli et Al Rayyan.
En 1991, les installations de la Fédération de tennis du Qatar augmentent, notamment le nombre de courts de tennis, et le 16 décembre 1992, ce nouveau complexe est inauguré. La phase III du complexe a récemment été construite, ce qui a constitué une mise à niveau majeure du complexe.

## Emplacement
Le complexe est situé à côté du Qatar Sports club et du complexe de Doha dans le quartier Al Dafna de Doha. Il se trouve à une extrémité du quartier de West Bay, à l'intersection des rues Majilis Al Taawon et Al Markhiya.
Il se trouve à quelques pas des principaux hôtels et établissements commerciaux du quartier. Plusieurs chaînes de restauration comme Fuddruckers et Burger King ont également des succursales dans le complexe ou aux alentours.

## Agrandissement et installations
Le stade avait une capacité initiale de 4 500 places. Il est rénové et agrandi en 2008, portant sa capacité à 7 000 places. Les zones supplémentaires ont introduit des loges d'entreprise, des sections inférieures, moyennes et supérieures. Un centre des médias et des cabines de sponsors sont également incorporés.
Pour répondre aux besoins locaux, une impressionnante tente VIP ainsi qu'une zone grand public avec des espaces de restauration et de divertissement ont été progressivement mises en place. Le complexe compte 24 courts et toutes les installations nécessaires pour accueillir les principaux tournois de tennis du monde. 